# Sepänsaari (ö i Birkaland, Tammerfors, lat 61,66, long 23,75)
Sepänsaari är en ö i Finland. Den ligger i sjön Näsijärvi och i kommunen Tammerfors i den ekonomiska regionen Tammerfors och landskapet Birkaland, i den södra delen av landet, 180 km norr om huvudstaden Helsingfors. Öns area är 1,8 hektar och dess största längd är 270 meter i öst-västlig riktning.